# Frank Langstone

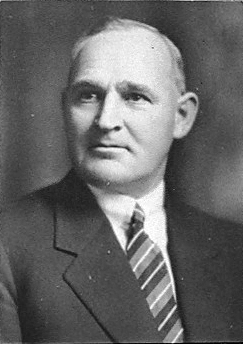
Frank Langstone

Frank Langstone (* 10. Dezember 1881 in Bulls; † 15. Juni 1969 in Auckland) war ein neuseeländischer Politiker der New Zealand Labour Party (NZLP), der mehrere Jahre lang Abgeordneter und Minister war.

## Leben

### Familiäre Herkunft und berufliche Laufbahn
Langstone, der als viertes von fünf Kindern des Tierarztes Charles Walter Langstone und der Schneiderin Margaret McDermott geboren wurde, wurde bereits als neunjähriger Vollwaise und wuchs daraufhin bei seiner älteren Schwester Katherine Langstone und erhielt nur eine geringe formelle Schulbildung. Später lebte er bei einer Pflegefamilie und arbeitete zunächst als Schmied, ehe er um 1906 Betreiber der Trinkhallen im Bahnhof von Masterton wurde. Kurz darauf heiratete er am 24. April 1906 Agnes Clementine King und hatte mit dieser fünf Söhne sowie zwei Töchter.
Einige Zeit später engagierte Langstone sich in der Gewerkschaft der Schafscherer (New Zealand Shearer’s Union) in Wellington sowie in der ersten Labour Party. Zu der Zeit betrieb er ein Billardlokal in Masterton, ehe er 1913 nach Te Kūiti verzog und dort ein Restaurant betrieb. Dort war er Präsident des Ortsvereins der Social Democratic Party (SDP) und wurde 1916 Mitglied der neugegründeten New Zealand Labour Party (NZLP). Nachdem er einige Zeit in Auckland gelebt hatte, kehrte er nach Te Kūiti zurück und betrieb abermals ein Restaurant. Daneben wurde er 1919 Manager eines weiteren Restaurants in Taumarunui.
Bei den Wahlen von 1919 kandidierte Langstone im Wahlkreis Waimarino erfolglos für die NZLP für ein Abgeordnetenmandat in der Generalversammlung (General Assembly). Im Anschluss war er weiter als Gastronom tätig und half dem Gewerkschaftsbund New Zealand Worker’s Union bei der Organisation der örtlichen Holzarbeiter.

### Abgeordneter der Generalversammlung
1922 wurde Langstone im Wahlkreis Waimarino erstmals zum Abgeordneten in die Generalversammlung gewählt. Bereits in seiner ersten Rede vor dem Parlament 1923 sprach er über Themen, die ihn während seiner gesamten Parlamentszugehörigkeit beschäftigten: Entwicklung von landwirtschaftlichen Gebieten, finanzielle Sicherheit für Kleinbauern sowie die Gründung einer Staatsbank. Nachdem er bei den Wahlen 1925 seinen Wahlkreis knapp verloren hatte, übernahm er wieder das Restaurant, das zwischenzeitlich von seiner Ehefrau geführt wurde. 1926 bewarb er sich ohne Erfolg für die Aufstellung als Kandidat der Labour Party im Wahlkreis Eden.
Bei den Wahlen 1928 wurde Langstone im Wahlkreis Waimarino wiederum zum Abgeordneten in die Generalversammlung gewählt. Obwohl er 1933 zum Präsidenten der NLZP gewählt wurde, konnte er aufgrund seines Wohnsitzes im King Country nicht an allen parteipolitisch wichtigen Sitzungen in Wellington teilnehmen. Dennoch veröffentlichte er zwischen 1934 und 1935 zahlreiche parteipolitische Abhandlungen über den Plan der Labour Party für garantierte Preise für landwirtschaftliche Produkte, die Unterstützung der staatlichen Kontrolle bei der Ausgabe von Währung und Krediten, und die Aufrechterhaltung eines stabilen internen Preisniveaus durch die Koppelung der Geldmenge an Produktion und Verbrauch. Unzufrieden mit der Gründung der Reserve Bank of New Zealand am 1. August 1934 forderte er die Verstaatlichung aller Depotbanken. Obwohl er durch die Geldtheorie von Major C. H. Douglas beeinflusst wurde, lehnte er einige von dessen Ideen ab und verurteilte, dass Douglas in der Kritik des Kapitalismus nicht weit genug ginge.

### Minister

#### Aufstieg zum Außenminister
Bei der Parlamentswahl am 27. November 1935 errang die Labour Party mit 46,1 % der Wählerstimmen und 53 Sitze in der General Assembly einen Erdrutschsieg, den sie selber nicht erwartet hatten. In der neuen Regierung unter Premierminister Michael Joseph Savage, die ihr Amt am 6. Dezember 1935 antrat, wurde Langstone zum Minister für Ländereien (Minister of Lands) sowie Kommissionär für Staatsforsten (Commissioner of State Forests) ernannt. In diesen Funktionen war er insbesondere mit Fragen der Aufforstung, Bodenerosion und Flusskontrollen befasst. Daneben war er im Juni 1936 Leiter einer Delegationsreise nach Westsamoa und 1939 Vertreter Neuseelands bei der Internationalen Arbeitsorganisation in Genf.
Nach dem Tod von Premierminister Savage am 27. März 1940 wurde Langstone von dessen Nachfolger Peter Fraser am 1. April 1940 als Nachfolger von Savage zum Außenminister Neuseelands (Minister of External Affairs) ernannt. Zugleich wurde er Minister für die Cookinseln sowie Minister für die Angelegenheiten der Māori, seinerzeit Minister of Native Affairs genannt. In diesen Funktionen hatte Langstone, der die maorische Sprache fließend sprach und der ein genereller Unterstützer der Angelegenheiten der Māori war, bereits als Vertreter von Savage gewirkt. So hatte er als kommissarischer Minister bei einer Auslandsreise von Savage 1937 zusammen mit dem Unterstaatssekretär im Finanzministerium John A. Lee versucht, die Māori aus dem Orakei Korako umzusiedeln. Diese Entscheidung wurde jedoch von Savage, der den Māori dieses Siedlungsgebiet versprochen hatte, nach seiner Rückkehr zurückgenommen. Trotz einer Politik zugunsten der Gleichheit der Rassen und der Beendigung diskriminierender Praktiken gab es nur Langstones Amtszeit als Minister für die Angelegenheiten der Māori nur wenige Gesetzesinitiativen.
Während seiner Kabinettszugehörigkeit setzte Langstone seine Unterstützung der staatlichen Kontrolle von Krediten zur Förderung von Niedrigzinskrediten für Farmen, Häusern sowie die Industrie fort und gehörte zu den Anhängern der von John A. Lee geführten Gruppe, die sich einen Wechsel der Regierungspolitik und der Regierungsmitglieder wünschte. Seine Freundschaft zu Lee behielt er auch nach dessen Ausschluss aus der NZLP im März 1940 bei und verfasste später auch Artikel für dessen Zeitung John A. Lee’s Weekly. Während dieser Zeit beunruhigte ihn die Finanzpolitik der Labour Party, die Zurückhaltung des Oberhauses (Legislative Council) sowie die Pläne zur Bildung eines Kriegskabinetts mit der New Zealand National Party.

#### Rücktritt als Minister
Im Juni 1941 wurde Langstone von Premierminister Fraser mit einer Missionsreise in die USA betraut, um dort Rohstoffe zu verkaufen und die Einrichtung einer Gesandtschaft vorzubereiten. Seine Gedanken zur Führung der Gesandtschaft wurden jedoch zurückgenommen, nachdem der damalige Finanzminister Walter Nash im November 1941 zugleich Neuseelands Vertreter in den USA wurde.
Im April 1942 wurde Langstone zusätzlich Hochkommissar in Kanada. Sechs Monate später kehrte er im Oktober 1942 nach Neuseeland zurück und beklagte sich öffentlich darüber, dass ihn Premierminister Fraser bezüglich der USA-Mission sowohl inhaltlich als auch personell getäuscht hatte. Am 21. Dezember 1942 trat er als Außenminister sowie Minister für die Cookinseln und Māori-Angelegenheiten zurück, woraufhin Premierminister Fraser selbst das Außenministerium übernahm, während das Amt des Ministers für Māori-Angelegenheiten erst am 7. Juli 1943 von Rex Mason übernommen wurde.
Im September 1943 behauptete die Tageszeitung The Evening Post, dass Langstone wegen schwerer Verfehlungen zurücktreten musste. Daraufhin reichte er eine Verleumdungsklage ein und verlangte Schadensersatz von 2000 Neuseeland-Dollar, woraufhin ihm im Februar 200 Neuseeland-Dollar zugesprochen wurden.
In der Folgezeit forderte er weiterhin die staatliche Kontrolle über die Bank of New Zealand, was auf dem Parteitag der NZLP 1944 offiziell Unterstützung fand, so dass es 1945 zu einer Verstaatlichung der Bank kam.

#### Nachkriegszeit und Austritt aus der NZLP
Bei den Wahlen 1946 wurde Langstone im Wahlkreis Roskill wiederum zum Abgeordneten in die Generalversammlung gewählt. Obwohl er zu den führenden Querdenkern der NZLP der damaligen Zeit gehörte, wurde er 1947 von Premierminister Fraser nicht wieder ins Kabinett berufen, woraufhin er sich gegen den Beitritt Neuseelands zum Internationalen Währungsfonds wandte.
Die Unterstützung von Peter Fraser für die Beibehaltung einer Wehrpflicht in Friedenszeiten nach dem Zweiten Weltkrieg führten letztlich dazu, dass Langstone am 7. August 1949 aus der NZLO austrat. Zuvor hatte er sich intensiv in der Kampagne zum Referendum zur Wehrpflicht massiv dagegen ausgesprochen.
Bei der Wahl 1949 bewarb sich Langstone als Parteiloser für ein Mandat in der General Assembly, verpasste aber den Wiedereinzug in das Parlament. Er blieb allerdings politisch aktiv und veröffentlichte 1951 eine kritische Abhandlung zu den sogenannten Waterfront Strike Emergency Regulations jenes Jahres. Bei den Wahlen 1957 sowie 1960 kandidierte er ohne Erfolg für die neuseeländische Social Credit Political League im Wahlkreis Roskill und sprach sich in seinen Wahlkämpfen für die Notwendigkeit einer stabilen Geldpolitik aus und einer Finanzkreditverwaltung zur Förderung schuldenfreier Kredite für öffentliche Projekte.